# Ichthyoxenus japonensis
Ichthyoxenus japonensis là một loài chân đều trong họ Cymothoidae. Loài này được Richardson miêu tả khoa học năm 1913.